# Altmarks voetbalkampioenschap 1911/12
In 1911/12 werd het tweede Altmarks voetbalkampioenschap gespeeld, dat georganiseerd werd door de Midden-Duitse voetbalbond. Minerva Wittenberge werd kampioen en plaatste zich voor de Midden-Duitse eindronde. De club verloor met zware 12-1 cijfers van FuCC Cricket-Viktoria Magdeburg. 

## 1. Klasse
| Plaats | Club                         | Wed.           | W              | G              | V              | Saldo          | Ptn.           |
| ------ | ---------------------------- | -------------- | -------------- | -------------- | -------------- | -------------- | -------------- |
| 1.     | FC Minerva 1909 Wittenberge  | 12             | 10             | 1              | 1              | 33:15          | 21:03          |
| 2.     | 1. FC Saxonia 07 Tangermünde | 12             | 8              | 0              | 4              | 23:15          | 16:08          |
| 3.     | FC Viktoria 09 Stendal       | 12             | 5              | 3              | 4              | 22:23          | 13:11          |
| 4.     | RBC 1909 Rathenow            | 12             | 6              | 0              | 6              | 17:22          | 12:12          |
| 5.     | FC Herta 1909 Wittenberge    | 12             | 4              | 1              | 7              | 21:29          | 09:15          |
| 6.     | SC Preußen Stendal           | 12             | 3              | 0              | 9              | 34:23          | 06:18          |
| 7.     | FC Spartanus 1906 Rathenow   | 12             | 2              | 1              | 9              | 13:34          | 05:19          |
| 8.     | Rathenower FC 1909           | Teruggetrokken | Teruggetrokken | Teruggetrokken | Teruggetrokken | Teruggetrokken | Teruggetrokken |

|  | Kampioen, geplaatst voor Midden-Duitse eindronde |
|  | Deelname promotie-degradatie play-off            |
|  | Degradatie                                       |

### Promotie-degradatie play-off
|  |                   |   |                            |  |
|  | FC Pfeil Rathenow | – | FC Spartanus 1906 Rathenow |  |
|  |                   |   |                            |  |

De uitslag is niet meer bekend, wel dat Pfeil Rathenow won en promoveerde, Spartanus Rathenow degradeerde.